# Mikkelinjärvet (Jukkasjärvi socken, Lappland, 756108-174692)
Mikkelinjärvet är en sjö i Kiruna kommun i Lappland och ingår i Torneälvens huvudavrinningsområde.